# Brad Wilk

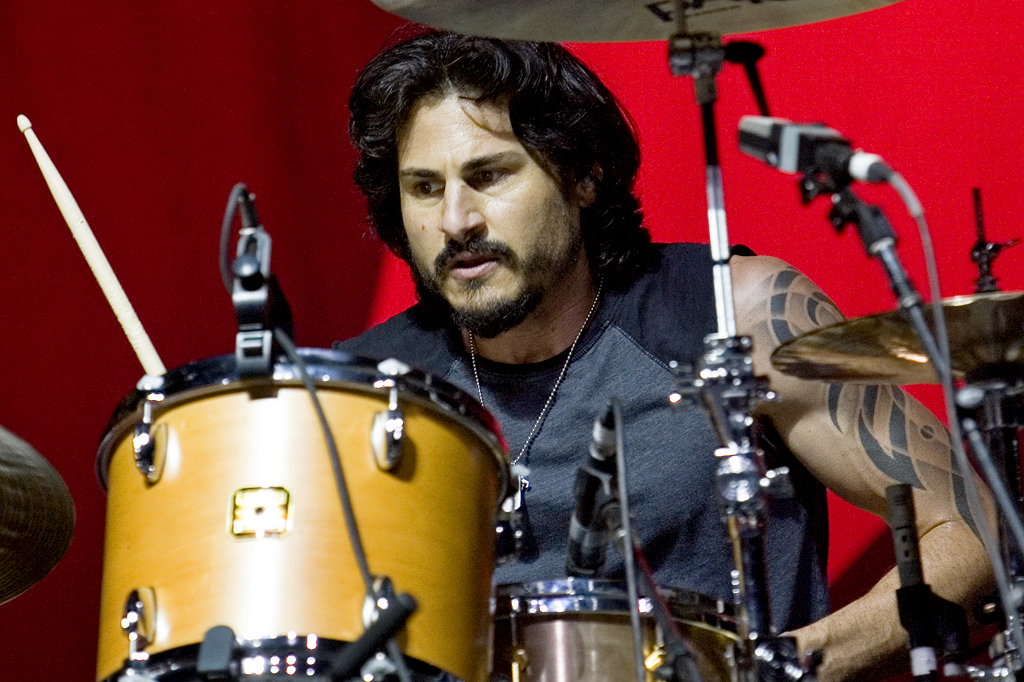
Brad Wilk

Brad Wilk, född 5 september 1968 i Portland, Oregon, är en amerikansk trumslagare, känd som medlem i rockbanden Rage Against the Machine och Audioslave.
Wilk blev i början av 1990-talet känd som trummis i Rage Against the Machine. När bandet splittrades 2001 bildade han tillsammans Tom Morello, Tim Commerford och Soundgarden-sångaren Chris Cornell bandet Audioslave. Sedan 2007 spelar han återigen i Rage Against the Machine.
Han var 2013 inhyrd av Black Sabbath för att spela trummor på deras album 13, men var inte med på turnén. 
Wilk är uppmärksammad för sin väldigt blandade musiksmak som till exempel Leonard Cohen, James Brown och Black Sabbath. Han är känd för att använda virveltrumman väldigt mycket när han spelar.
Brad Wilk är buddhist och diabetiker.